# Pudenciana
Pudenciana es una santa cristiana del siglo II. Llamada también Potentiana y generalmente asociada con su hermana, Santa Práxedes.
De acuerdo con su acta, publicada por los bolandistas, hacia el siglo VIII y el Martirologio tradicional, fue una virgen romana del naciente cristianismo, hija de San Pudente, amigo de los Apóstoles, y hermana de Santa Práxedes. Práxedes y Pudenciana, junto al presbítero Pastor y al papa Pio I construyeron un baptisterio en la Iglesia que fue erigida al interior de la casa de su padre y donde bautizaron paganos. Pudenciana murió a los 16 años de edad, posiblemente mártir. Enterrada junto a su padre en las catacumbas de Priscila en la Vía Salaria.
Se sabe que existe evidencia de la vida de San Pudente, pero no evidencia directa de sus hijas Práxedes y Pudenciana. Es posible que la nueva Iglesia "Ecclesia Pudentiana" fuera tomada por error de Santa Pudenciana.
Conmemorada el 19 de mayo, no aparece en el actual santoral católico tras la revisión que se hizo durante el papado de Pablo VI.